# ويل سميث (لاعب كرة قاعدة)
ويل سميث (بالإنجليزية: Will Smith)‏ هو لاعب كرة قاعدة أمريكي، ولد في 10 يوليو 1989 في نيونان في الولايات المتحدة.

## وصلات خارجية
- ويل سميث على موقع دوري كرة القاعدة الرئيسي (الإنجليزية)
- ويل سميث على موقعبيزبول رفرنس.كوم (الدوري الرئيسي) (الإنجليزية)
- ويل سميث على موقعبيزبول رفرنس.كوم (الدوري الثانوي) (الإنجليزية)
- ويل سميث على موقع إي إس بي إن.كوم (أم.أل.بي) (الإنجليزية)
- ويل سميث على موقع مشجعي الرسوم البيانية (الإنجليزية)